# Apolygopsis
Apolygopsis is een geslacht van wantsen uit de familie van de Miridae (Blindwantsen). Het geslacht werd voor het eerst wetenschappelijk beschreven door Yasunaga in Schwartz & Chérot.

## Soorten
Het genus bevat de volgende soorten:

- Apolygopsis elegans (L.Y. Zheng & X.J. Wang, 1983)
- Apolygopsis emeia (L.Y. Zheng & X.J. Wang, 1983)
- Apolygopsis eoa (Poppius, 1915)
- Apolygopsis fuhoshoensis (Poppius, 1915)
- Apolygopsis furvocarinatus Yasunaga, Schwartz & Cherot, 2002
- Apolygopsis mikioi Yasunaga & Schwartz, 2005
- Apolygopsis mosaicus (L.Y. Zheng & X.J. Wang, 1983)
- Apolygopsis nigra (Poppius, 1915) Yasunaga, Schwartz & Chérot, 2018
- Apolygopsis nigritulus (Linnavuori, 1963)
- Apolygopsis picturatus (L.Y. Zheng & X.J. Wang, 1983)
- Apolygopsis yunnananus (L.Y. Zheng & X.J. Wang, 1983)